# Paulino Rojas
José Paulino Rojas (Córdoba, agosto de 1796 - Buenos Aires, mayo de 1835) fue un militar argentino que participó en la guerra de independencia y en la guerra civil de su país, además de actuar en la Guerra del Brasil.

## Biografía
Estudió en el Colegio de Monserrat de su ciudad natal, e ingresó en 1814 al Regimiento de Granaderos a Caballo fundado por José de San Martín; se trasladó al sitio de Montevideo poco antes de la caída de la plaza en manos patriotas. Participó en la campaña contra los federales de José Artigas, hasta la derrota en la batalla de Guayabos.
Se incorporó al Ejército de los Andes y cruzó con San Martín la Cordillera de los Andes. Participó en las batallas de Chacabuco, Curapaligüe, Gavilán, Talcahuano, Cancha Rayada y Maipú.
Participó en la campaña del Perú, en la que participó en el sitio y asalto de las fortalezas del Callao, y en las batallas de Torata, Moquegua, Junín y Ayacucho.
Fue uno de los 78 granaderos a caballo que regresaron a Buenos Aires después de la campaña del Perú. Participó en la Guerra del Brasil y luchó en la batalla de Ituzaingó; poco después regresó a Buenos Aires por enfermedad.
Fue ascendido al grado de coronel, y fue por un tiempo comandante militar de Carmen de Patagones, y más tarde comandante de la isla Martín García. Se opuso a la revolución de Juan Lavalle en 1828 y no participó en la guerra civil que le siguió, permaneciendo en su casa.
En enero de 1830 asumió como comandante militar de Bahía Blanca, y durante su mandato mantuvo en paz a los indígenas con negociaciones diplomáticas y algunos regalos. En septiembre de ese año entregó el mando al coronel Martiniano Rodríguez.
Al día siguiente de dejar el mando, su esposa apareció muerta con un tiro en el pecho. Aunque alegó que ella se había suicidado, fue acusado de haberla asesinado y condenado a muerte. El abogado Valentín Alsina logró que se suspendiera la sentencia y fuera enjuiciado nuevamente. Poco después, el gobernador Juan Manuel de Rosas lo indultó por sus méritos en la guerra de independencia.
Fue llamado por Rosas a participar en la campaña al desierto, pero se excusó. Participó en el grupo de militares que secundaron al gobernador Juan Ramón Balcarce y al ministro Enrique Martínez en su campaña para independizarse de la influencia política del partido que secundaba a Rosas. Enfrentó militarmente la Revolución de los Restauradores.
Tras la derrota de Balcarce fue pasado a retiro, y dos años más tarde fue dado de baja por el gobernador Rosas. Poco después fue arrestado y acusado de tramar una conspiración contra el gobernador. Fue sometido a consejo de guerra, condenado a muerte y fusilado en Buenos Aires en mayo de 1835.